# Episodi di Polizia squadra soccorso (quinta stagione)
La quinta stagione della serie televisiva Polizia squadra soccorso è stata trasmessa in anteprima in Australia dalla ABC tra il 20 settembre 1996 e il 22 novembre 1996.
| nº | Titolo originale      | Titolo italiano | Prima TV Australia | Prima TV Italia |
| -- | --------------------- | --------------- | ------------------ | --------------- |
| 1  | The Ultimate          |                 | 20 settembre 1996  |                 |
| 2  | Nobby's Place         |                 | 27 settembre 1996  |                 |
| 3  | The Getting of Wisdom |                 | 4 ottobre 1996     |                 |
| 4  | The River             |                 | 11 ottobre 1996    |                 |
| 5  | The Ship              |                 | 18 ottobre 1996    |                 |
| 6  | Flash the Descent     |                 | 25 ottobre 1996    |                 |
| 7  | The Holliman Kid      |                 | 1º novembre 1996   |                 |
| 8  | Tomorrow Never Knows  |                 | 8 novembre 1996    |                 |
| 9  | The Only Constant     |                 | 22 novembre 1996   |                 |